# Ischnochiton carinulatus
Ischnochiton carinulatus är en blötdjursart som först beskrevs av Reeve 1847.  Ischnochiton carinulatus ingår i släktet Ischnochiton och familjen Ischnochitonidae. Inga underarter finns listade i Catalogue of Life.